# Базартюбинська сільська рада
Базартю́бинська сільська рада (рос. Базартюбинский сельский совет) — сільське поселення у складі Акбулацького району Оренбурзької області Росії.
Адміністративний центр — селище Кайракти.

## Населення
Населення — 710 осіб (2019; 806 в 2010, 1012 у 2002).

## Склад
До складу сільської ради входять:
| Населений пункт        | Населення, осіб (2002) | Населення, осіб (2010) |
| ---------------------- | ---------------------- | ---------------------- |
| Кайракти, селище       | 833                    | 699                    |
| Новопривольний, селище | 179                    | 107                    |